# Sutherland (Écosse)
 (juillet 2023).
Si vous disposez d'ouvrages ou d'articles de référence ou si vous connaissez des sites web de qualité traitant du thème abordé ici, merci de compléter l'article en donnant les références utiles à sa vérifiabilité et en les liant à la section « Notes et références ».
Le Sutherland (en gaélique écossais : Cataibh ; en vieux norrois : Súðrland) qui correspond à une partie de l'ancienne province picte de « Caith », est un ancien comté et une région de lieutenance dans les Highlands du nord de l'Écosse, dont la capitale était la ville de Dornoch. De 1975 à 1996, le Sutherland était un district au sein de la région du Highland.

## Localités
- Kincardine